# Recorded Picture Company

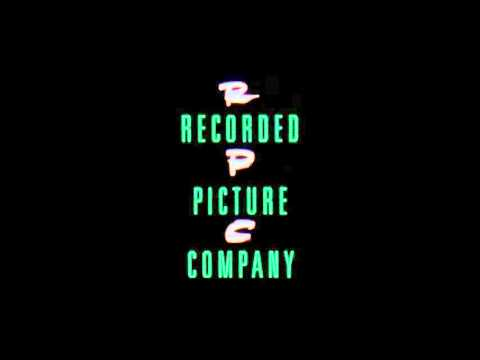
Logo de la société

Recorded Picture Company (RPC) est une société de production et de distribution de cinéma britannique, fondé par Jeremy Thomas en 1971.

## Production
- The Dead Don't Hurt (2023)
- Pinocchio (2019)
- A Dangerous Method (2011)
- Fast Food Nation (2006)
- Tideland (2006)
- Innocents - The Dreamers (2003)
- Young Adam (2004)
- Sexy Beast (2001)
- All the little animals (1998)
- Blood and Wine (1997)
- Beauté volée (1996)
- Miss Shumway jette un sort (1995)
- Les Cent et Une Nuits de Simon Cinéma (1995)
- Le Festin nu (1992)
- Un thé au Sahara (1990)
- Le Dernier Empereur (1987)
- Eureka (1984)
- The Hit (1984)
- Furyo (1983)
- Enquête sur une passion (1980)

## Distribution
- Le Triomphe de l'amour (2003)